# بليوصوريات
الپليوصوريات (Pliosauroidea) هي فرع حيوي منقرض من الزواحف البحرية، وهي معروفة أيضًا باسم الپليوصور (pliosaurs)، عاشت خلال عصور الجوراسي والطباشيري، كانت الپليوصوريات پليزوصورات قصيرة العنق وذات رؤوس كبيرة وفكوك مسننة ضخمة، هذه الزواحف السَبَّاحة لم تكن ديناصورات ولكنها أقارب بعيدة للسلاحف الحديثة.

## وصلات خارجية
- The Plesiosaur Directory - pliosaur page
- Large pliosaur from the Jurassic Coast, Dorset - BBC News
- Dorset pliosaur skull after conservation - video. BBC July 2011